# Памятник Хуане Асурдуй де Падилье

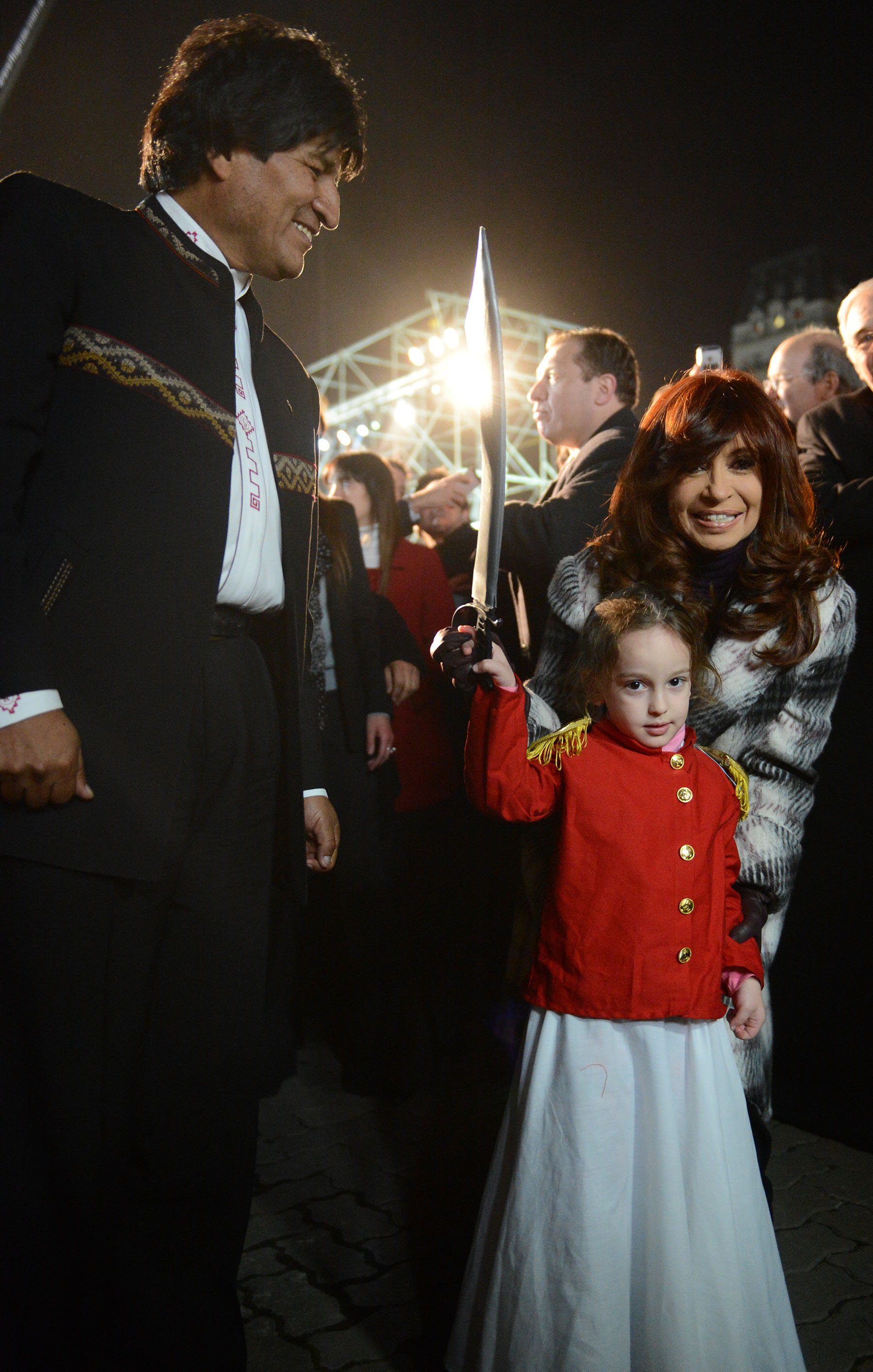
Президенты Эво Моралес и Кристина Кишнер на открытии памятника

Памятник Хуане Асурдуй де Падилье (исп. Monumento a Juana Azurduy) — монумент героине войны за независимость южноамериканских колоний Испании, расположенный в парке Колумба, между Каса Росада и улицей Авенида Ла-Рабида в городе Буэнос-Айрес, Аргентина. Открыт 15 июля 2015 года, президентом Аргентины Кристиной Фернандес де Киршнер и президентом Боливии Эво Моралесом. Боливийский президент организовал пожертвование миллион долларов на его строительство. Ранее здесь стоял памятник Христофору Колумбу (Буэнос-Айрес), убранный 29 июня 2013 и переданный в аэропорт Хорхе Ньюбери.
Это работа аргентинского скульптора Андреса Зернери и создан из бронзы, весит 25 тонн, высота его 9 метров, расположен на ступенчатом пьедестале высотой 7 метров. Его возведение заняло три года, в этом участвовало 45 человек. статуя обращена к континенту. Скульптура покоится на семиметровом постаменте, и символизирует пирамиду культуры Тиауанако. Хуана Асурдуй держит меч в левой руке, как символ освобождения страны. Женщина одета в пончо, который имитирует одежду коренных народов страны.